# Бурдино (Большесосновский район)
Бурдино — деревня в Большесосновском районе Пермского края. Входит в состав Левинского сельского поселения.

## Географическое положение
Расположена на реке Буть, вблизи места её впадения в реку Сива, примерно в 4 км к юго-востоку от административного центра поселения, села Левино, в 25 км к юго-востоку от райцентра, села Большая Соснова.

## Население
| 2010 |
| ---- |
| 79   |

## Улицы[2]
- Заречная ул.
- Молодёжная ул.
- Нижняя ул.
- Центральная ул.

## Топографические карты
- Лист карты O-40-86 Черновское. Масштаб: 1 : 100 000. Состояние местности на 1983 год. Издание 1984 г.